# 야코비-앙거 전개
야코비-앙거 전개(Jacobi–Anger expansion) 또는 야코비-앙거 등식(Jacobi–Anger identity)은 삼각 함수의 지수 꼴을 조화 함수로 풀어 쓰는 것을 말한다. 물리에서 평면파와 원통형 파 사이의 전환 시에, 또는 신호 처리에서 주파수 변조(FM) 신호를 서술할 때 쓰인다. 19세기의 수학자 카를 구스타프 야코프 야코비와 카를 테오도어 앙거의 이름을 딴 것이다.
가장 일반적인 꼴은
{\displaystyle e^{iz\cos \theta }=\sum _{n=-\infty }^{\infty }i^{n}\,J_{n}(z)\,e^{in\theta }}
및
{\displaystyle e^{iz\sin \theta }=\sum _{n=-\infty }^{\infty }J_{n}(z)e^{in\theta }}
이고, 여기서 {\displaystyle J_{n}(z)}는 n차 베셀 함수이다. 정수 n에 대해 {\displaystyle J_{-n}(z)=(-1)^{n}\,J_{n}(z)}인 관계를 쓰면 위의 식은
{\displaystyle e^{iz\cos \theta }=J_{0}(z)\,+\,2\,\sum _{n=1}^{\infty }\,i^{n}\,J_{n}(z)\,\cos \,(n\theta )}
로 다시 쓸 수 있다.
다음과 같은 실수 함수 꼴도 자주 쓰인다.
{\displaystyle {\begin{aligned}\cos(z\cos \theta )&=J_{0}(z)+2\sum _{n=1}^{\infty }(-1)^{n}J_{2n}(z)\cos(2n\theta ),\\\sin(z\cos \theta )&=-2\sum _{n=1}^{\infty }(-1)^{n}J_{2n-1}(z)\cos \left[\left(2n-1\right)\theta \right],\\\cos(z\sin \theta )&=J_{0}(z)+2\sum _{n=1}^{\infty }J_{2n}(z)\cos(2n\theta ),\\\sin(z\sin \theta )&=2\sum _{n=1}^{\infty }J_{2n-1}(z)\sin \left[\left(2n-1\right)\theta \right].\end{aligned}}}